# Place Général-Mellinet
La place Général-Mellinet est une place de Nantes (Loire-Atlantique), en France.

## Situation et accès
Située dans le quartier Dervallières - Zola, la place est le résultat d'une opération d'urbanisme qui s'inscrit dans la logique de l'extension de Nantes vers l'ouest et vers le port au XIXe siècle.
De forme octogonale, située au centre du micro-quartier qui porte son nom (« Mellinet »), elle est bordée de huit hôtels particuliers tous inscrits aux monuments historiques possédant chacun un parc à l'arrière du bâtiment. Ces constructions ont toutes des façades identiques de style Restauration en parfaite symétrie les unes par rapport aux autres, dont les plans, dressés en 1827, furent établis par les architectes Étienne Blon et Louis Amouroux.
Entre ces hôtels, débouchent huit artères formant quatre axes (deux axes principaux formés par des boulevards et deux axes secondaires constitués de rues), qui sont dans le sens des aiguilles d’une montre à partir du nord : le boulevard Paul-Langevin, la rue de Belleville, le boulevard de Launay, la rue Rollin, le boulevard Saint-Aignan, la rue Mellier, le boulevard Allard et la rue Richer.
Au milieu, se trouve un square de plan circulaire d'un diamètre d'environ 70 m, entouré de quatre groupes de cinq tilleuls argentés chacun, au centre duquel trône une statue en fonte du général Mellinet, d’environ 6 m de hauteur, œuvre de Laurent Marqueste, qui sera érigée quatre ans après l'achèvement de la place (en 1878) à l'emplacement de l'ancien château qui se dressait là. Sur le socle en pierre du monument, une simple inscription est gravée « Général Mellinet - 1798 - 1894 ».

## Origine du nom
Elle rend honneur au général Émile Mellinet, officier nantais qui se distingua notamment durant la conquête de l'Algérie.

## Historique
Elle a été construite à l'emplacement du château de Launay-Godetière et de son parc, qui reçut les Ambassadeurs du Siam en 1686. Le Comte d'Artois (futur roi Charles X) y accueillit l'Empereur d'Autriche Joseph II en 1777.
La propriété est achetée à la famille Bertrand de Saint-Pern par les frères Allard et Michel Vauloup (ou Vanloop), qui font raser aussitôt le château, en 1826, dans le but de réaliser une vaste opération de spéculation immobilière. La construction des hôtels particuliers s'échelonne de 1828 à 1874. Le programme ainsi réalisé représente un exemple unique à Nantes de l'architecture de la Restauration[réf. souhaitée].
Après s'être appelée « place Launay », la place porte son nom actuel depuis le 10 mai 1894.
La place est un site urbain inscrit par arrêté du 20 juillet 1974.

## Bâtiments remarquables et lieux de mémoire
Les huit hôtels particuliers qui bordent la place sont tous inscrits aux monuments historiques.
| Monument               | Adresse                                         | Coordonnées                        | Notice         | Protection      | Date      | Illustration           |
| ---------------------- | ----------------------------------------------- | ---------------------------------- | -------------- | --------------- | --------- | ---------------------- |
| Hôtel Allard           | 1 place Général-Mellinet 36 boulevard de Launay | 47° 12′ 41″ nord, 1° 34′ 33″ ouest | « PA00108847 » | Inscrit         | 1991 2008 | Hôtel Allard           |
| Hôtel de la Marine     | 2 place Général-Mellinet                        | 47° 12′ 42″ nord, 1° 34′ 33″ ouest | « PA00108692 » | Inscrit         | 1988 2011 | Hôtel de la Marine     |
| Hôtel Vauloup          | 3 place Général-Mellinet                        | 47° 12′ 43″ nord, 1° 34′ 35″ ouest | « PA00108693 » | Inscrit         | 1988      | Hôtel Vauloup          |
| Hôtel Maës             | 4 place Général-Mellinet                        | 47° 12′ 42″ nord, 1° 34′ 37″ ouest | « PA00108694 » | Inscrit Inscrit | 1988 2011 | Hôtel Maës             |
| Hôtel Blon-et-Amouroux | 5 place Général-Mellinet                        | 47° 12′ 41″ nord, 1° 34′ 37″ ouest | « PA00108849 » | Inscrit         | 1991      | Hôtel Blon-et-Amouroux |
| Immeuble               | 6 place Général-Mellinet                        | 47° 12′ 40″ nord, 1° 34′ 37″ ouest | « PA00108848 » | Inscrit         | 1991      | Immeuble               |
| Hôtel Philippe         | 7 place Général-Mellinet                        | 47° 12′ 39″ nord, 1° 34′ 35″ ouest | « PA00108695 » | Inscrit Inscrit | 1988 2011 | Hôtel Philippe         |
| Immeuble               | 8 place Général-Mellinet                        | 47° 12′ 39″ nord, 1° 34′ 33″ ouest | « PA00108696 » | Inscrit         | 1988      | Immeuble               |

### Au cinéma
- Cette place sert de décor au film Mercredi, folle journée ! de Pascal Thomas.